# حي القشعه وظلميت (المهرة)
حي القشعه وظلميت هو أحد أحياء مدينة العيص بمحافظة المهرة اليمنية، بلغ تعداد سكانه 416 نسمة حسب التعداد السكاني في اليمن لعام 2004.